# حملة الشاوية
حملة الشاوية أو "حرب الشاوية" هي عملية عسكرية قامت بها القوات الفرنسية في منطقة الشاوية التاريخية في المغرب بين عامي 1907 و1914. جاءت هذه الحملة ردًا على الهجوم الذي تعرضت له مدينة الدار البيضاء في 30 يوليو 1907، والذي أسفر عن مذبحة لعدد من الأوروبيين على يد آلاف المحاربين الشاويين، بالتعاون مع قبائل مجاورة مثل الزيانيين الذين شاركوا في الأسابيع الأولى من الصراع. في السياق العسكري، تشير "حرب الشاوية" إلى المنطقة الساحلية الحالية التي تشمل دكالة وزعيرس ومنطقة تادلة - بني ملال، التي كانت جزءًا من إقليم سطات في بداية القرن العشرين.

## السياق

### الفوضى في السلطنة
اتسم القرنان الثامن عشر والتاسع عشر في المغرب باضطرابات متزايدة، وقد تطلب الأمر تدخل إسبانيا وفرنسا لحماية سفنهما التجارية قبالة السواحل المغربية، وذلك في مواجهة هجمات قراصنة سلا. المدعومين من المغرب في ذلك الوقت
اابتداءً من عام 1830، اضطرت فرنسا إلى فرض حظر على الوصول إلى الحدود الجزائرية المغربية أمام اللصوص المغاربة وأنصار عبد القادر الذين لجأوا إلى شرق المغرب. وفي أغسطس 1844، تم معاقبة هاتين المجموعتين على ممارساتهما من خلال قصف طنجة وموكادور بواسطة أسطول أمير جوانفيل، بينما ألحق الجنرال بيجو هزيمة قاسية بالجيش المغربي في معركة وادي إيسلي.
لكن مشكلة الأمن على الحدود الجزائرية المغربية لم تُحل بعد. استمر انعدام الأمن حتى القرن العشرين، حتى بعد توقيع فرنسا والمغرب على اتفاقية لالة مغنية، التي عُرفت فيما بعد باتفاقية لالة مغنية بشأن منطقة الحدود الجزائرية المغربية.
لم تحدد الاتفاقية بشكل دقيق الأراضي التي تقع تحت سيطرة كل من الدولتين. وقد دعمت هذه الاتفاقية الدول الأوروبية المعنية بشكل مباشر بسلامة الملاحة في مضيق جبل طارق وغرب البحر الأبيض المتوسط، بينما عارضتها ألمانيا. ويُعتقد أن ألمانيا لم تكن مهتمة بمشاكل المغرب بعد تصريحات المستشار بسمارك.
الإمبراطور ويليام الثاني، الذي لم يعتبر نفسه ملزماً بهذه الاتفاقيات، سعى إلى تصعيد الحوادث الدبلوماسية ضد فرنسا. وكان أخطر هذه الحوادث زيارة قام بها إلى طنجة في عام 1905، حيث ألقى خطابًا في 31 مارس أعلن فيه عن نفسه كمدافع وحيد وغير متحيز عن المغرب، مبلّغًا فرنسا وإسبانيا وإنجلترا بنيته المشاركة في المناقشات التي ستجريها هذه الدول حول الوضع في المغرب. وفي الوقت نفسه، أرسل القيصر مفوضًا إلى فاس ليوصي السلطان برفض برنامج إعادة الهيكلة المالية الذي اقترحته فرنسا، معتبرًا أنه يتعارض مع الاتفاقيات الحالية. وبناءً على ذلك، رفض السلطان هذه التدابير ودعا الدول المعنية، بما في ذلك ألمانيا، إلى عقد مؤتمر لتحديد برنامج إصلاحي مقبول للمغرب.
من 15 يناير إلى 7 أبريل 1906، انعقد اجتماع في الجزيرة الخضراء أدى إلى توقيع اتفاقية عُرفت باسم "اتفاقية الجزيرة الخضراء"، حيث تعهد الموقعون بضمان السلام والازدهار في المغرب من خلال إصلاحات إدارية. وطُلب من فرنسا مساعدة المخزن في تحديد وتنفيذ خطة الإصلاح بناءً على توصيات المؤتمر. ومع ذلك، لم يكن لدى المخزن النية الحسنة للامتثال لنتائج المؤتمر. بل شجع على مقاومة الحملة ضد الفرنسيين، وفي منطقة الحدود الجزائرية المغربية، دفع إلى تجميع الحركات المسلحة (العصابات) بهدف إحباط التدابير الأمنية التي اتخذتها فرنسا.

## حرب الشاوية

### البدايات
بعد الاستيلاء على وجدة، توجهت القوات الفرنسية بقيادة الجنرال ليوتي إلى الدار البيضاء، معقل قبائل الشاوية التي اشتهرت بإنجاب المحاربين الشرسين. قبل خمس سنوات من فرض الحماية، كانت مدينة الدار البيضاء قد تم احتلالها، لكن القتال استمر. دارت العديد من المعارك داخل المدينة وعلى أطرافها، وصولًا إلى عمق بلاد الشاوية.
في عام 1907، بلغ تواجد العملاء الفرنسيين في ميناء الدار البيضاء ذروته، حيث كانوا يتحكمون في عائدات الجمارك. وتزامن ذلك مع إطلاق مشاريع بناء مكثفة كانت استعمارية بشكل واضح، مما أثار استياء السكان المحليين. .
في 29 يوليو، توجه وفد من قبائل الشاوية إلى مولاي لمين، عم السلطان مولاي عبد العزيز ووالي الإقليم، مطالبين بهدم المباني التي بدأ الفرنسيون في بنائها. كما ذهب وفد آخر إلى باشا المدينة، السي بوبكر بن بوزيد السلاوي، مطالبًا بشدة بوقف الأشغال في الميناء وتدمير السكة الحديدية وإخراج مفتشي الجمارك الفرنسيين. في 30 يوليو، زادت الإثارة في المدينة، وفي صباح اليوم التالي، دعا أحد منادي بلدة أولاد حريز السكان إلى وقف جميع العلاقات مع الفرنسيين.
الحاج حمو، زعيم قبيلة أولاد حريز، دعا إلى الجهاد ونظم قبيلته للقتال ضد الإسبان والفرنسيين وأعوانهم. كانت هذه بداية التمرد، حيث اجتاحت جموع سكان الشاوية الشوارع. في نفس اليوم، وقعت أحداث عنف أسفرت عن مقتل تسعة عمال أجانب من الشركة صاحبة امتياز أشغال الميناء. قام المحاربون بإيقاف قطار كان يمر بالقرب من المقبرة بفضل كومة من الحجارة المتراكمة على السكة، وقتلوا العمال الأجانب في القاطرة، وهم: أربعة فرنسيين، وثلاثة إيطاليين، وإسبانيان.

### هجوم قبائل الشاوية على الدار البيضاء
قصف الدار البيضاء، الذي وقع في 7 أغسطس 1907، كان هجومًا بحريًا فرنسيًا دمر مدينة الدار البيضاء المغربية. استخدمت فرنسا بشكل رئيسي القصف البحري والقصف الحارق من السفن الحربية، مما أسفر عن مقتل ما بين 1,500 إلى 7,000 شخص. يشير هذا الهجوم إلى الفترة التي تلت انتفاضة الدار البيضاء، عندما قامت قبائل مغربية من الشاوية بقتل العديد من الأوروبيين وسيطرت على المدينة في مقاومة للاحتلال الفرنسي.

#### القصف والاستيلاء على المدينة (5-7 أغسطس)
بعد ثورة 30 يوليو، استولى آلاف المحاربين الشاويين، الذين كانوا على صلة بالشيخ ماء العينين، على مدينة الدار البيضاء. وفي مواجهة فشل أجهزتها الاستخباراتية، فاجأت فرنسا الجميع وأرسلت على وجه السرعة أسطولًا عسكريًا، خصوصًا من المتمركزين في الجزائر. مع حصار قنصليات فرنسا والسويد والبرتغال، أرسل سانت أولاير، بناءً على تعليمات من باريس، العديد من السفن الحربية إلى مكان الحادث، بما في ذلك الطراد "جاليلي" الذي كان في طنجة، وانضم إليه على الفور "كوندي" و"أميرال أوب" و"دو شايلا" من ميناء تولون، بالإضافة إلى حوالي عشرة سفن حربية أخرى. وعندما تم الإعلان عن هذه التحركات، اشتعلت الإثارة مرة أخرى في المدينة. تم تدمير الدار البيضاء تقريبًا بالكامل بعد القصف.

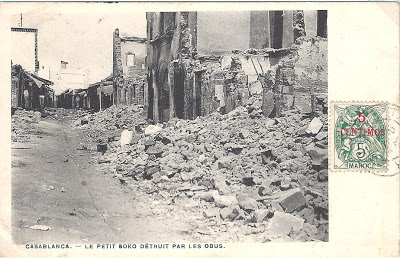
تم تدمير الدار البيضاء بالكامل تقريبًا بعد القصف

وصل الطراد "جاليلي" في 1 أغسطس، مصحوبًا بالزورق الحربي الإسباني "ألفارو دي بازان"، بالإضافة إلى ما بين 13 إلى 20 سفينة حربية. وفي صباح يوم 5 أغسطس، نزل ستة وستون بحارًا من "الجليل" بعد تبادل كثيف لإطلاق النار، مما أسفر عن إصابة خمسة رجال فرنسيين.
بدأ قصف مدينة الدار البيضاء مصحوبًا بإنزال تدريجي للجنود الفرنسيين، حيث لم يستثنوا المدنيين أو الجنود المغاربة. قصفت السفينتان "جاليليو" و"جلوري" القصبة، مما أسفر عن سقوط العديد من الضحايا بين "المتمردين" والسكان. وتلقت منطقة الطبقة العاملة، المعروفة باسم "تناكر" والتي تقع بالقرب من الميناء، النصيب الأكبر من القصف، حيث تعرضت لوابل من قذائف الميلينيت بينما كان السكان لا يزالون في نوم عميق. ولم تسلم الأماكن المقدسة مثل الجامع الأعظم أو حرم سيدي القيرواني، وتم استهداف بوابات السجن بشكل خاص لمنع دخول المقاتلين الشاويين.
في اليوم التالي، 6 أغسطس، استمر القصف طوال الليل. تمكنت السفينة "دو شايلا" من إنزال 31 جنديًا، بينما أنزل الطراد "فوربين" 44 جنديًا. ورغم الخسائر الكبيرة التي تكبدها المغاربة بسبب القصف المتواصل، استمروا في القتال، مما أثار القلق بين القوات الفرنسية. كان أسطول الأميرال البحري فيليبرت، الذي يحمل قوات الجنرال درويد، راسيًا في الميناء. نزلت القوارب الطويلة أول جنود البنادق الفرنسيين والجزائريين على شاطئ سيدي بليوط، حيث استقبلهم الأهالي بإطلاق نار كثيف.
في 7 أغسطس، تمكنت القوات التي نزلت تحت قيادة الجنرال درويد ورجال البحرية بقيادة الأميرال البحري فيليبيرت، بعد قتال عنيف، من استعادة السيطرة على المدينة. وبحسب مراقبين ومصادر دبلوماسية، بدا أن "ثورة" جديدة بدأت في المغرب، مما أثار القلق من احتمال أن تكون هذه بداية لحرب طويلة مع المغاربة. وفي 13 أغسطس، حذر وزير الحرب الشريفي فرنسا من أن الجنود المغاربة في المنطقة قد ينفصلون عن أوامر التسلسل الهرمي وينضمون إلى المتمردين الشاويين.

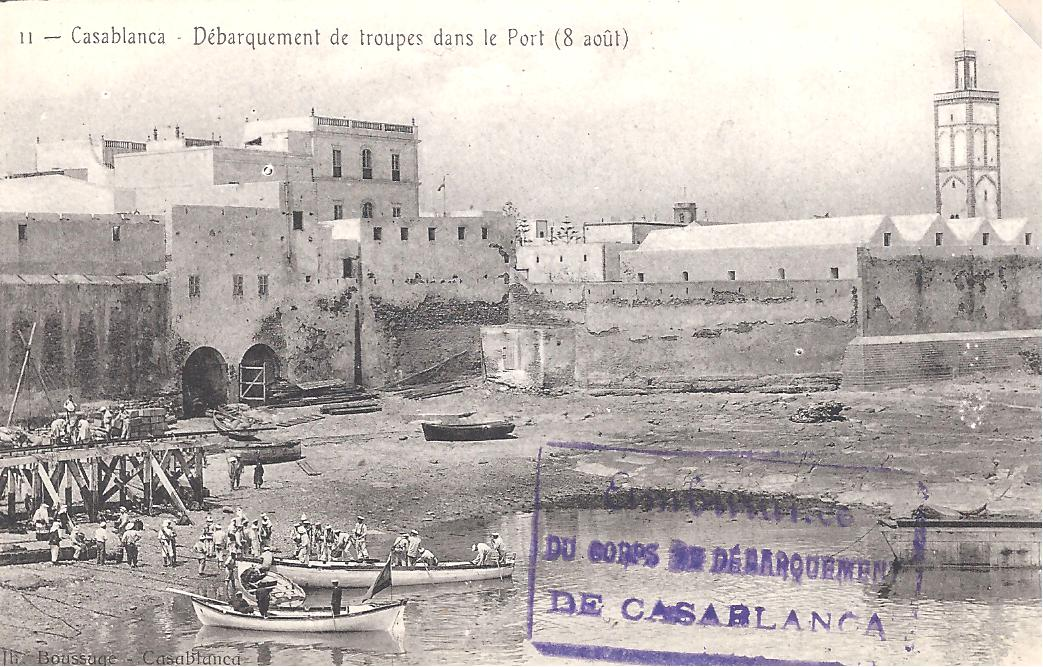
إنزال القوات الفرنسية في ميناء الدار البيضاء

خلال ثلاثة أيام من أمطار القنابل التي ألقتها الطائرات، تلتها المذابح والنهب الذي قام به الفيلق على الأرض، تحولت المدينة المزدهرة التي كان عدد سكانها 30,000 نسمة قبل الأحداث إلى حقل من الأنقاض حيث لم يسلم أي مكان، باستثناء الحي الأوروبي. وتختلف تقديرات عدد الضحايا حسب المصادر: حيث تتراوح الأرقام بين 600 إلى 1,500 وفقًا للروايات الفرنسية، بينما تشير التقارير الألمانية إلى أن العدد يصل إلى 2,000 أو حتى 3,000 ضحية. أما المصادر المغربية، المدعومة بشهادات أوروبية، فتشهد أن عددًا قليلًا فقط من السكان بقي بعد المذبحة، بينما فرّ الناجون المذعورون، ليصل العدد الإجمالي للقتلى إلى حوالي 10,000 شخص. في 6 سبتمبر، أعادت السفينة التجارية "ماجنوس" من جبل طارق وطنجة الأربعمائة يهودي الذين لجأوا إلى هناك منذ بداية التمرد.
بعد أربعمائة عام من تدمير المدينة على يد الأسطول البرتغالي، أدى هذا القصف الجديد إلى تدمير المدينة بالكامل، لكنه كان أيضًا بداية لتحول هائل في ميناء الدار البيضاء الصغير، الذي أصبح لاحقًا الرئة الاقتصادية للمملكة الشريفة.

#### الرماية :التنظيم العسكري وانتقال السلطة في المقاومة الشاوية

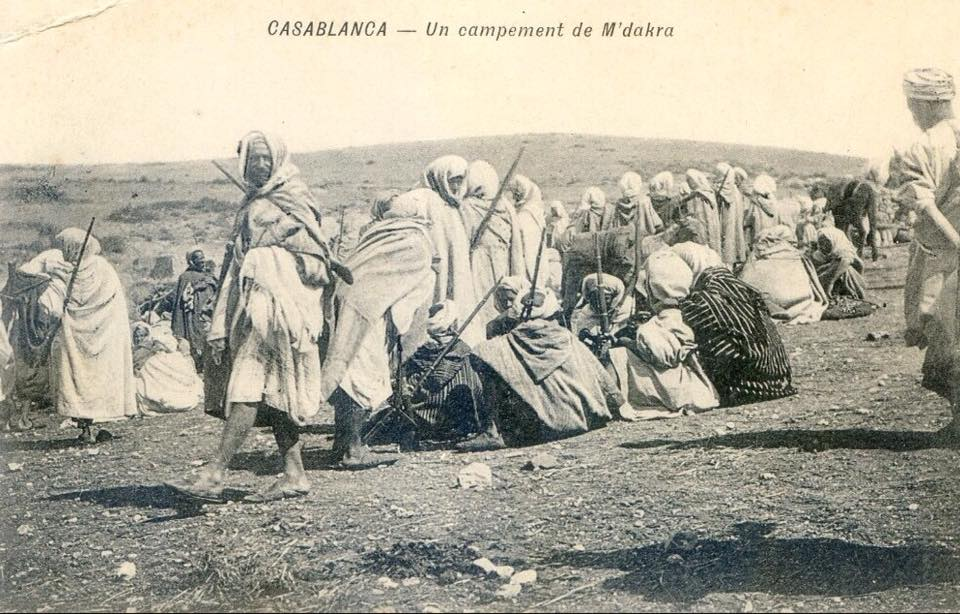
بطاقة بريدية :معسكر لمحاربي مدكرا في مرتفعات الدار البيضاء (1908)

كل منطقة كانت مسرحا للصراع الديني لها مجموعتها العسكرية المحلية  لها العديد من الأولياء كأوصياء، مثل سيدي بو عبيد الشرقي من زاوية بولجد. ، مولاي بوشيتة، الولي الموقر من قبل قبيلة فيشتالة، أو سيدي علاي الحاج البقال، الذي يقع قبره وزاويته في الحرايق. كما يتم تكريم شخصيات أخرى، مثل المشبهي مولاجلة في خلوت ، جنوب العرائش، أو مولاي بو سلهام، بالقرب من القناة التي تربط مرجة الزرقاء في الغرب بالبحر.
كل مجموعة رماية يقودها مقدم، وهو مساعد يعينه رئيس الدوار أو القبيلة. وبحسب كتاب المقدم  تتمثل واجبات الأتباع تجاه زعيمهم، كما ذكرها علي بن ناصر نفسه، في الآتي: الأعمال المنزلية مثل الحرث والحصاد، توفير متطلبات العيد مثل رطل من الصابون، بالإضافة إلى شاة لعيد الأضحى (عيد التضحية). وفي المقابل، يحصلون على بعض الامتيازات، وأخيرًا، في عيد الأضحى، يجب عليهم شراء خروف آخر منه. وفي المقابل، يجب على المقدم أن يقدم للعيد رطلاً من البارود وأربعين رصاصة وعشرة أحجار من الصوان. وفي باقي الأوقات، يتعين عليه تعليم المنتسبين قواعد سلوك الرماية، والحفاظ على الوئام بينهم، وعدم معاملتهم بقسوة، وألا يقمع أحدًا في حضور الآخرين. كما يجب على كل مؤمن أن يمتنع عن الكذب، والسرقة، واللواط، والزنا، وكل ما هو محرم على المسلمين. تتمتع الرمية بالعديد من الأعضاء في منطقة الشاوية، وفي الواقع، هناك عدد كبير من الأتباع لدرجة أن أجزاء من القبيلة نفسها تشكل مجموعات مستقلة تحت قيادة مقدمين.

### الحملة الفرنسية ضد التمرد (1907-1914)

#### إعلان مولاي حفيظ سلطانا

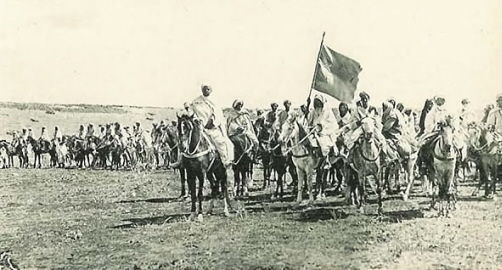
جيش أحمد الهيبة يستعد لمعركة سيدي بو عثمان.

وقد أدى احتلال الفرنسيين لوجدة والدار البيضاء إلى تقييد ما تبقى من هيبة مولاي عبد العزيز بشكل كبير. وفي 16 أغسطس/آب 1907، أعلن شقيقه وخليفته مولاي حفيظ نفسه سلطاناً في مراكش، وفي 23 سبتمبر/أيلول وصل مولاي عبد العزيز إلى الرباط في طريقه إلى مراكش. وفي حين سعى إلى تجنب الصراع مع القوات الفرنسية، سمح مولاي حفيظ لنفسه بأن يُشاد به باعتباره بطل استقلال المغرب ضد الفرنسيين، الذين اتهمهم شقيقه بفتح البلاد. في سبتمبر، تم تعزيز عمود الجنود (المحلة) الذي أرسله نحو سطات ، على الرغم من تلقيه الأمر بتجاهل الفرنسيين، بفرسان من قبائل الرحامنة والسراغنة الذين لم يفكروا إلا في محاربة الفرنسيين وانضموا طواعية إلى الشاوية في غاراتهم على الدار البيضاء. تتكون هذه الملة من قبائل عربية مثل قبائل تادلة وعبدة ودكالة والصحراويين من شيخ الهيبة وشلوح تافيلالت وشلوح زيان. ويتواجد في الحفل أيضا حمو الزياني وسعيد المزواري. كما أصدر الشيخ الهيبة نداءً لاستدعاء قبائل السراغنة وبني موسى وبني عامر وورديغة وغيرها للجهاد.

#### أولى العمليات العسكرية الفرنسية حول الدار البيضاء
حتى نهاية عام 1907، ظلت القوة الاستكشافية الفرنسية، التي كانت تتمركز خارج المدينة في مواقع تتركز حاليًا في ساحة الأمم المتحدة (ليوتي سابقًا)، في موقف دفاعي. كانت القوات الفرنسية تقوم بغارات قصيرة لتدمير المعسكرات التي كانت تُشن منها الهجمات القبلية على مواقعها.
في 1 يناير 1908، قام الجنرال درود (1853-1943)، الذي تم اتخاذ قرار باستبداله بالجنرال داماد، بشن هجوم على قصبة مديونا، التي تبعد 25 كيلومترًا عن الدار البيضاء، واستولى عليها وترك حامية هناك. في 5 يناير، أعطى تعليماته للجنرال داماد (1856-1941)، الذي انطلق في اليوم السادس. استولى خليفته على قصبة فضالة في 10 يناير، ثم قصبة بوزنيقة في اليوم التالي (بين الدار البيضاء والرباط)، وقصبة دار برشيد في 12 يناير، التي تقع على بعد 37 كيلومترًا من المدينة.
في 15 يناير، دخل الجنرال داماد مدينة سطات بعد هزيمته للقبائل الحفيظية، التي كانت مختلطة مع الشاوية، وأعاد قواته إلى بر رشيد. في 7 فبراير، وبعد سلسلة من المعارك الصعبة، عاد بقوة إلى سطات وترك هناك حامية. وفي أواخر فبراير وأوائل مارس، جرت عمليات بين المداكرة والزيايدة والمزاب، وتم احتلال قصبة بن أحمد.
ببعد مهمة قام بها الوزير ريجنولت والجنرال ليوتي إلى الدار البيضاء في مارس 1908 وإرسال التعزيزات، تم إنشاء سلسلة من المواقع الثابتة وربطها بأعمدة طائرة. وفي الوقت نفسه، وعلى غرار ما حققه ليوتي بين بني سناسن، تم إنشاء "خدمة الاستخبارات المحلية". وفي مايو من نفس العام، قدمت قبيلة أولاد بوزيري استسلامها. وتم إنشاء مركز بين الزيايدة، في قصبة بن سليمان. خضعت مزاب ومداكرة.
ومع ذلك، أدت الاضطرابات في الشياضمة إلى دخول الجنرال داماد إلى أزمور في بداية شهر يوليو. وبعد استجواب في المجلس واحتجاج ألماني، عبرت القوات الفرنسية نهر أم الربيع مرة أخرى. استمرت الاضطرابات بين بني مسكين ودكالة والزعير، مما دفع إلى إرسال أرتال من القوات التي كان يجب إعادة إرسالها دائمًا. امتدت المقاومة لتشمل قبائل الشاوية الشرقية ووادي زم وأولاد ناصر وتادلة، بعد مضايقات استمرت سبع سنوات. تسببت مقاومة تادلة في مقتل 4347 جنديًا فرنسيًا (ضباط وضباط صف وجنود ومساعدين وأنصار) بين عامي 1912 و1938.

#### الأعمال العدائية ضد فرنسا
كان وجود الفرنسيين في الدار البيضاء مهددًا داخل فرنسا نفسها بسبب المعارضة اليسارية المتطرفة، وكذلك من الخارج نتيجة العداء الألماني. وظلت الأزمات المغربية مستمرة حتى عام 1912. ، في الواقع، كانت الأزمات في معظم الأحيان بين فرنسا وألمانيا، مما جعلها تأخذ طابعًا أوروبيًا. اندلعت إحدى هذه الأزمات في عام 1908 نتيجة حادثة وقعت في الدار البيضاء، والمعروفة باسم قضية الفارين من الفيلق.

### مقاومة الشاوية :حرب الاستنزاف ضد الاحتلال الفرنسي

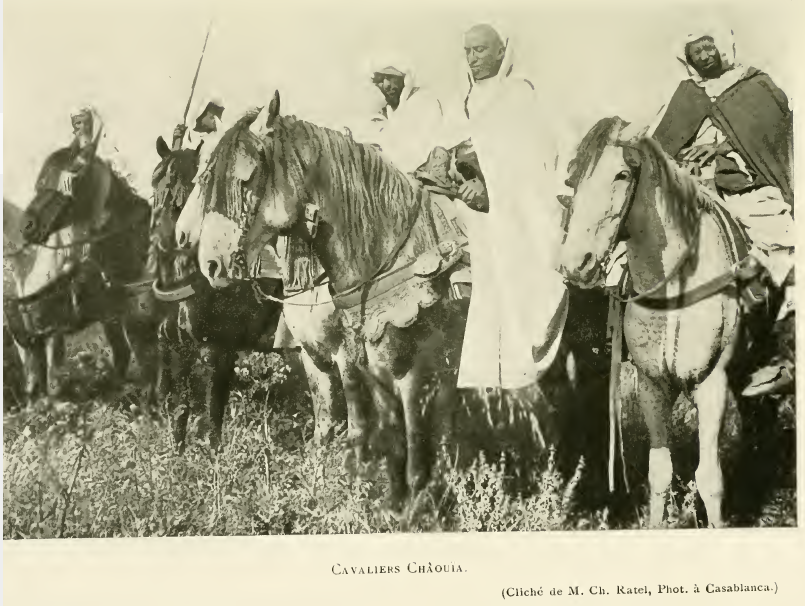
فرسان مديونا يغادرون إلى المعركة في الدار البيضاء.

وخلال حملة الشاوية بين عامي 1907 و1908، اعتمدت القبائل استراتيجية حرب العصابات، حيث خاضت ما لا يقل عن 29 معركة، كان بعضها بنفس شدة الحروب الأوروبية من حيث إطلاق النار والتكتيكات الميدانية والتشتيت. استخدمت القبائل مجموعة متنوعة من الأسلحة، بما في ذلك بنادق مارتيني هنري، وينشستر، ماوزر، فيترلي، ريمينجتون، وأيضًا بنادق جراس الفرنسية طراز 1874. اشتهرت قبائل الشاوية بمهارتها الفائقة في تقنية قتال الخيول، والمعروفة باسم "زيناتيا". تم استخدام تقنية "زيناتيا" في الأندلس خلال القرن الرابع عشر. وفي القرن العشرين، بدأ الجنود المغاربة من فيلق جيش غرناطة في تبني هذه التقنية لشن الاشتباكات العسكرية. تعتمد هذه الاستراتيجية على إرسال مجموعة خفيفة من الفرسان تقترب من صفوف العدو بأقصى سرعة، مع إظهار مهارة فائقة في المناورة على ظهور خيولهم، حيث يقومون بالاستدارة وإطلاق النار على أهداف القيادة، بهدف استفزاز العدو لإثارة رد فعل منه. كانت وسيلتهم الأساسية في القتال هي النيران، بينما كانت قدرتهم على الحركة السريعة وسرعة التكيف من أبرز صفاتهم.

#### معركة الدار البيضاء بداية حرب العصابات في الشاوية
وبعد أن نزل الفرنسيون، وجدوا أنفسهم في مواجهة حرب عصابات حضرية هائلة في قلب مدينة الدار البيضاء ، بقيادة المحاربين الشاويين. وعلى الرغم من الخبرة التي اكتسبوها خلال وجود الجيش النابليوني في إسبانيا ، وفي مواجهة رد الفعل العنيف من جانب الإسبان بين عامي 1807 و1812 ، ومع ذلك، واجه الجنود الفرنسيون تحديات جديدة. على الرغم من خبراتهم السابقة، أثبت الدفاع عن أسوار مدينة الدار البيضاء أنه مهمة شاقة للغاية. اضطرت القوات الفرنسية إلى استهلاك كميات كبيرة من الخراطيش وتنظيم عمليات إنزال منتظمة للإمدادات لضمان استمرارية لوجستيات فعالة. ومع ذلك، فإن كل يوم من القتال كان يضيف مزيدًا من التعقيد إلى مهمتهم، مما أجبرهم على التكيف باستمرار مع التكتيكات غير المتوقعة والعدوانية التي تبنتها قبائل الشاوية. حاول الشاوية مهاجمة المدينة عدة مرات، وركزوا جهودهم على الدار البيضاء، التي أصبحت هدفهم الرئيسي بعد أسابيع من القصف والاشتباكات العنيفة.,.

#### معركة تادرت، تظاهرة التحالف الشاوي
يخبرنا الدكتور فايسبرغ أنه في 10 أغسطس 1907  حدث أول تجمع كبير في تادرت بعد دعوة وجهها الحاج حمو، حيث توافدت أولاً قبائل جنوب الشاوية في إقليم سطات، والمعروفة باسم أولاد بو رزق، والتي تضم بشكل رئيسي قبائل أولاد سعيد، مزامزة، أولاد بوزيري، أولاد سي بن داود، وزناتة. سرعان ما أصبحت تادرت مركزًا للتحريض والدعاية المناهضة للوجود الفرنسي. تم إرسال رسائل إلى مختلف القبائل تدعوها إلى مقاومة الاحتلال، مما ساهم في تصعيد الحراك وتوحيد الجهود لمواجهة القوات الفرنسية.

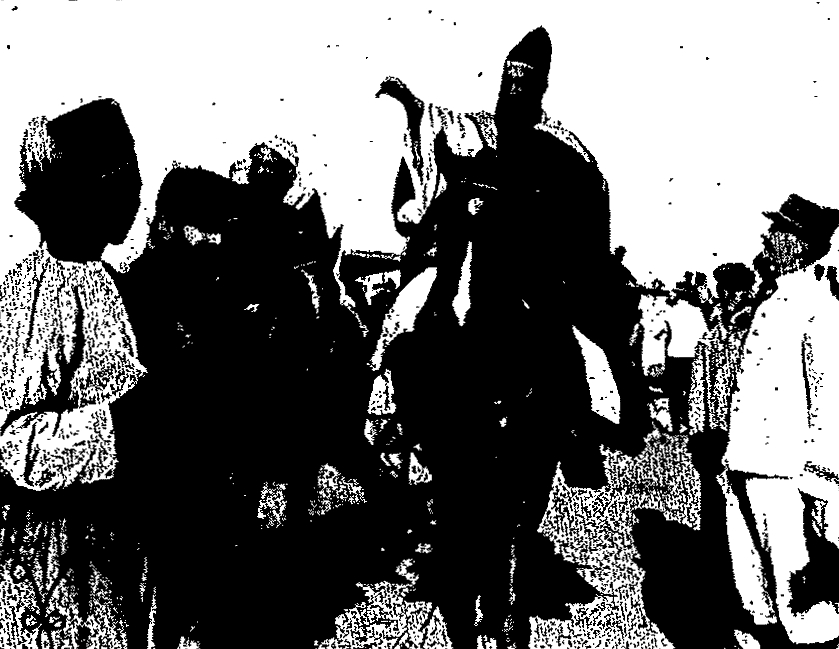
أعلن فارس مغربي جاء إلى المعسكر الفرنسي، لرجال البنادق أن قبيلته لن تخضع أبدًا للفرنسيين.

#### معركة سطات (المعركة الأولى)، بداية الحرب الشاملة
في سبتمبر 1907، التقى جيش السلطان عبد الحفيظ الشريف، الذي جاء لدعم محاربي الشاوية ، في سطات . تم إرسال فرقة مكونة من 700 رجل بقيادة عمر السكتاني إلى قبيلة مدكرة، التي كانت تُعرف بعدائها الشديد للفرنسيين، بهدف مضايقة قوات الجنرال داماد. بينما تمركز الجزء الرئيسي من هذه القوات في مديونة، تولى دعم قبيلة أولاد حريز في معاركها ضد الجنرال الدرود. تمكنت هذه الفصائل من إلحاق خسائر فادحة بالجيش الفرنسي، بدعم من قادة مثل مولاي رشيد وبوعزاوي.
سرعان ما أشعلت حرب الشاوية شرارة صحوة وطنية وقومية أدت إلى اندلاع انتفاضات في مختلف أنحاء المغرب. ولم تتوقف الحركة عند الشاوية، بل امتدت إلى أقصى شرق البلاد، حيث ثار بني سناسن مرة أخرى بتحريض من عامل وجدة، مما وسّع نطاق المقاومة الوطنية ضد الاحتلال الفرنسي.
في بداية عام 1908  ، وبعد هزيمتها في تادرت ودار بوعزة وسيدي مكي، قررت قوات الجنرال درود شن حرب شاملة . وقد فقد العديد من الضباط حياتهم هناك. قائد سلاح الفرسان إيلهر على وجه الخصوص. واختار الفرنسيون استنفاد جيوب المقاومة قبل العودة إلى سطات بعد بضعة أشهر. اعتمد الجيش الفرنسي سياسة الرعب.

#### معركة سيدي المكي
في فبراير 1908، انفصلت مفرزة من أركان الجنرال داماد في برشيد لتتجه نحو زاوية سيدي المكي. وصلت المفرزة إلى دار قصيبات دون مواجهة أي مغربي، ولكن بمجرد أن بدأت في التراجع، ظهر العديد من الفرسان المغاربة من جميع الجهات، وضغطوا بقوة على القوات الفرنسية. وفي تلك الأثناء، تعرضت القوات الفرنسية المتبقية في سيدي المكي لهجوم عنيف من قبل قوات مغربية تفوقها عددًا بشكل كبير. أدى هذا الهجوم إلى استدعاء شركتي الرماة للانضمام إلى الجسم الرئيسي للعمود العسكري الفرنسي. تحت ضغط الهجمات المكثفة ووجود القبائل العربية المغربية، وخاصة أولاد حريز وأولاد زيان، اضطرت القوات الفرنسية إلى التراجع، مما شكل نكسة واضحة في محاولاتها للسيطرة على المنطقة.

## الانتقال من حرب الشاوية إلى صراع الزيانيات
في عام 1914، هجر آخر المقاتلين الشاويين منطقتهم التي اعتبروها صعبة الدفاع عنها، وانضموا إلى قوات المقاومة الزيانية في الجبال، العربية والبربرية على حد سواء.